# Mistrzostwa Świata FIBT 1938
Mistrzostwa Świata FIBT 1938 odbyły się w dniu 1 lutego 1938 w niemieckiej miejscowości Garmisch-Partenkirchen, gdzie rozegrano konkurencję męskich czwórek i w szwajcarskim Sankt Moritz, gdzie rozegrano konkurencję dwójek bobslejowych.

## Dwójki
- Data: 1 lutego 1938

| Miejsce | Narodowość      | Zawodnik                       | czas |
| ------- | --------------- | ------------------------------ | ---- |
| 1       | III Rzesza      | Bibo Fischer Rolf Thielecke    | -    |
| 2       | Wielka Brytania | Frederick McEvoy Charles Green | -    |
| 3       | Szwajcaria      | Fritz Feierabend Josef Beerli  | -    |

## Czwórki
- Data: 1 lutego 1938

| Miejsce | Narodowość      | Zawodnik                                                     | czas |
| ------- | --------------- | ------------------------------------------------------------ | ---- |
| 1       | Wielka Brytania | Frederick McEvoy David Looker Charles Green Chris Mackintosh | -    |
| 2       | III Rzesza      | Hanns Kilian Werner Windhaus Bobby Braumüller Franz Kemser   | -    |
| 3       | III Rzesza      | Bibo Fischer Lohfels H.Fischer Rolf Thielecke                | -    |

## Tabela medalowa
| Miejsce | Państwo         |   |   |   | Razem |
| ------- | --------------- | - | - | - | ----- |
| 1.      | III Rzesza      | 1 | 1 | 1 | 3     |
| 2.      | Wielka Brytania | 1 | 1 | 0 | 2     |
| 3.      | Szwajcaria      | 0 | 0 | 1 | 1     |
|         |                 |   |   |   |       |